# Zwack József
Zwack József (Batelov, Cseh Királyság, 1821. április 1. – Budapest, Erzsébetváros, 1915. február 20.) szeszgyáros, a Zwack márka megalapítója.

## Életpályája
Zwack Gáspár (1779–1862) és Lévy Eleonóra fiaként született. Miután a szeszipari szakmát kitanulta, Pesten a Marokkó-udvarban (a mai Erzsébet téren) rendezte be üzemét (1840-ben, más források szerint 1847-ben), melyet 1854-ben mint a legelső szabadalmazott likőrgyárat az Üllői útra helyezett át. A likőr-, rum- és szeszgyár fokozatos fejlesztésével készítményei a külföldi piacokon is versenyképesek lettek.

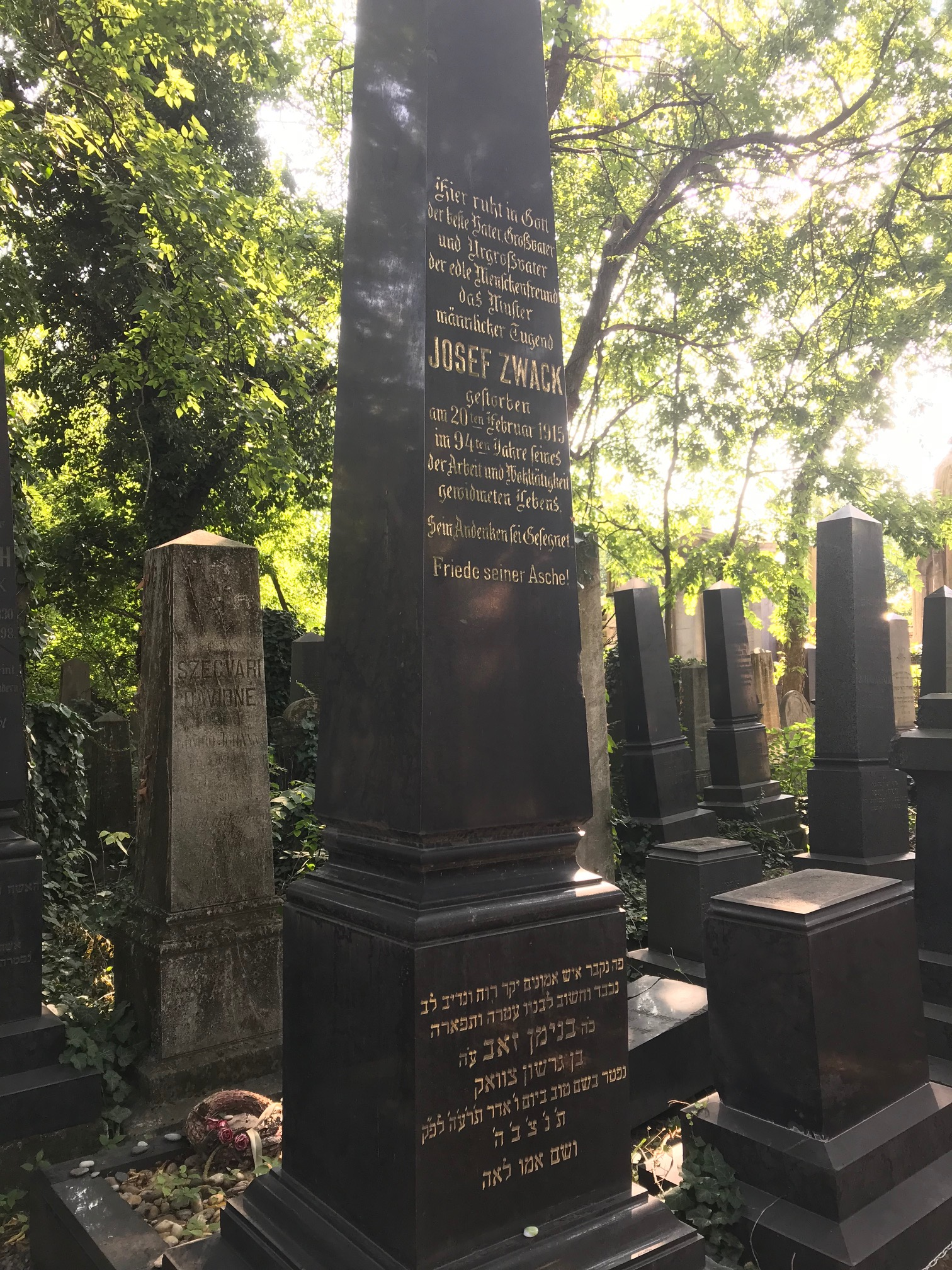
Sírja a Salgótarjáni utcai zsidó temetőben

## A Zwack gyár Zwack József vezetése alatt
A termelés hamar felfutott, és az 1855-ös Budapesti Országos Általános Kiállítás katalógusában már tisztes iparról, 22 munkás foglalkoztatásáról és 20-30 ezer forintnyi exportról számoltak be. Kicsit később a termékek jó minőségéről is visszajelzést kaphattak a fogyasztók: az 1880–85 között rendezett világkiállításokon két aranyérmet és több elismerő kitüntetést is nyertek a Zwack termékek. 1881-ben bejegyezték az első védjegyoltalom alá vett likőrüket, a kor csodalova után elnevezett Kincsem likőrt. Két évvel később pedig szintén szabadalmi oltalom alá került az új Unicum keserűlikőr.
1866-ban Zwack József testvére, Maximilian betársult az üzletbe. A cég ettől kezdve Zwack József és Társa Likőr-, Rum-, és Eczetessentia Gyár cégnéven működött tovább. 1892-ben a cég kinőtte akkori telephelyeit, a Duna partjára költözött, a termelésnek mai napig is otthont adó, korszerű Soroksári úti Zwack üzembe. A vállalat ekkor vette fel a Zwack J. és Tsai cégnevet, mivel az alapító Zwack József öccse Miksa és fia Lajos is társult az üzletbe. A századfordulóra a cég Európa-hírű likőrgyártó lett, tekintélyes üzletet bonyolított és a jó érzékű marketingmunka (lásd a gömbölyű üveget és a legendássá vált plakátot) az Unicumot a legismertebb, legnagyobb mennyiségben gyártott termékké tette.

## Családja
1848. március 26-án, Pesten vette feleségül Sattler Máriát (1823–1893), Sattler Salamon és Therese lányát. Gyermekeik: Hermina, Róza, Ödön, Lajos (1855–1930)
Zwack József 1915. február 20-án hunyt el. Sírja a Salgótarjáni utcai zsidó temetőben található (J-11-19).

## További irodalom
- Z. J. (Szeszipari Közlemények, 1915)
- Z. J. (Magyar Ipar, 1915)